# Joan Matamala
Joan Matamala i Flotats (Gràcia, 1893 - Barcelona, 1977) foi um escultor espanhol, filho do também escultor Llorenç Matamala e neto e discípulo de Joan Flotats. 

## Biografia
Formou-se na Escola Llotja (1910). 
Trabalhou como aprendiz na oficina da Sagrada Família e, com a morte do seu pai, acabou a parte escultórica da fachada da Natividade. Destacou-se como retratista, fazendo exposições individuais desde 1920 em Barcelona, Gerona e Reus. Em 1926, ao morrer Antoni Gaudí, obteve a máscara mortuária do defunto, da qual fez um célebre busto do arquitecto modernista. Cultivou também a pintura. 
Reuniu um importante acervo documental e gráfico sobre Antoni Gaudí, que cedeu em 1972 à Cátedra Gaudí. Autor de uma História da Sagrada Família.